# Chrysler Valiant
 (septembre 2020).
La mise en forme du texte ne suit pas les recommandations de Wikipédia : il faut le « wikifier ».
Les points d'amélioration suivants sont les cas les plus fréquents. Le détail des points à revoir est peut-être précisé sur la page de discussion.
- Les titres sont pré-formatés par le logiciel. Ils ne sont ni en capitales, ni en gras.
- Le texte ne doit pas être écrit en capitales (les noms de famille non plus), ni en gras, ni en italique, ni en « petit »…
- Le gras n'est utilisé que pour surligner le titre de l'article dans l'introduction, une seule fois.
- L'italique est rarement utilisé : mots en langue étrangère, titres d'œuvres, noms de bateaux, etc.
- Les citations ne sont pas en italique mais en corps de texte normal. Elles sont entourées par des guillemets français : « et ».
- Les listes à puces sont à éviter, des paragraphes rédigés étant largement préférés. Les tableaux sont à réserver à la présentation de données structurées (résultats, etc.).
- Les appels de note de bas de page (petits chiffres en exposant, introduits par l'outil «  Source ») sont à placer entre la fin de phrase et le point final[comme ça].
- Les liens internes (vers d'autres articles de Wikipédia) sont à choisir avec parcimonie. Créez des liens vers des articles approfondissant le sujet. Les termes génériques sans rapport avec le sujet sont à éviter, ainsi que les répétitions de liens vers un même terme.
- Les liens externes sont à placer uniquement dans une section « Liens externes », à la fin de l'article. Ces liens sont à choisir avec parcimonie suivant les règles définies. Si un lien sert de source à l'article, son insertion dans le texte est à faire par les notes de bas de page.
- La présentation des références doit suivre les conventions bibliographiques. Il est recommandé d'utiliser les modèles {{Ouvrage}}, {{Chapitre}}, {{Article}}, {{Lien web}} et/ou {{Bibliographie}}. Le mode d'édition visuel peut mettre en forme automatiquement les références.
- Insérer une infobox (cadre d'informations à droite) n'est pas obligatoire pour parachever la mise en page.

Pour une aide détaillée, merci de consulter Aide:Wikification.
Si vous pensez que ces points ont été résolus, vous pouvez retirer ce bandeau et améliorer la mise en forme d'un autre article.

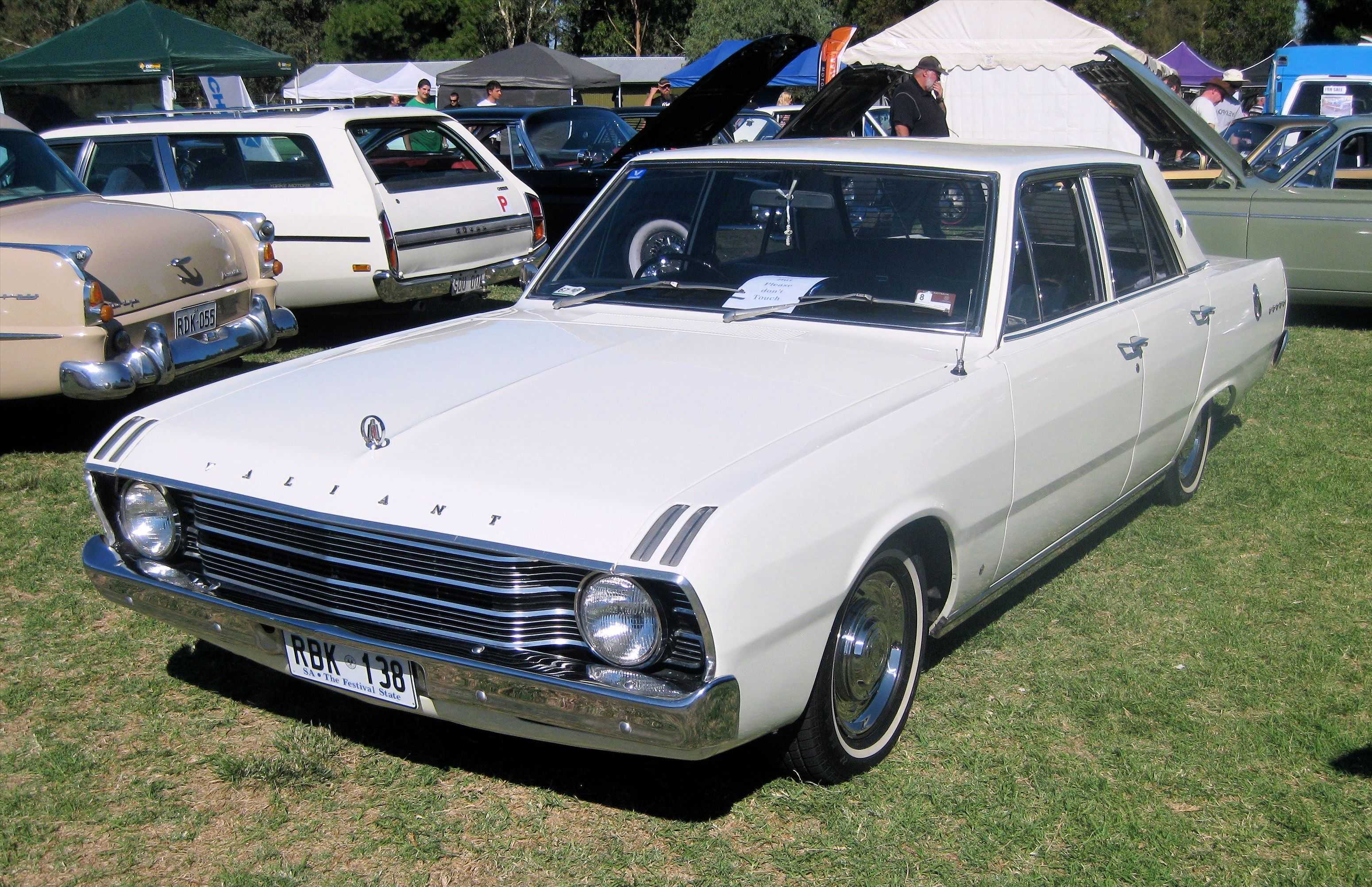
Chrysler VF Valiant Regal Sedan (1969-1970).

Pour le modèle "Valiant by Chrysler" nord-américain des années 1960 à 1962, voir Plymouth Valiant. Pour les modèles "Valiant by Chrysler" vendus au Canada, au Mexique et en Argentine, voir Plymouth Valiant.
La Chrysler Valiant était une voiture full-size qui était vendue par Chrysler Australia entre 1962 et 1981. Initialement, à partir d'une Plymouth Valiant des États-Unis assemblée et rebadgée localement, depuis la deuxième génération lancée en 1963, la Valiant était entièrement fabriquée en Australie. Elle était vendue localement mais aussi en Nouvelle-Zélande et en Afrique du Sud, avec un plus petit nombre également exporté vers l'Asie du Sud-Est et le Royaume-Uni.
La société mère Chrysler a fait un investissement substantiel dans des installations de fabrication australiennes, en établissant des opérations en Australie-Méridionale avec une usine d'assemblage à Tonsley Park en 1964 et une fonderie de moteurs à Lonsdale en 1968. La Valiant a ainsi établi la position de troisième des "Big 3" de fabrication australienne derrière l'Holden Kingswood et la Ford Falcon.
La Valiant australienne était construite sur la plate-forme nord-américaine A mais avec de nombreuses pièces et composants de fournisseurs australiens. Mis à part une berline et un style de carrosserie break, 1965 a vu l'introduction d'un utilitaire commercial qui était badgé Wayfarer et exporté plus tard en Afrique-du-Sud sous le nom de Rustler. En septembre 1969, le Hardtop à deux portes est sorti et en 1971 la Charger.
Une plus grande différenciation par rapport à la voiture donneuse s'est imposée au fil du temps, en particulier depuis la série VE, qui a été adoptée par la presse automobile australienne et a remporté le prix de la voiture de l'année du magazine Wheels en 1967. La série VF de 1969 et la VG de 1970 se sont encore plus éloignées de leur donatrice nord-américaine, à la fois en termes de style et de performances, cette dernière série présentant le moteur Hemi-6 qui a remplacé le Slant-6. De plus, l'Australie a continué à produire un modèle break, appelé Safari, même après l'arrêt de ce style de carrosserie pour l'Amérique du Nord.
À partir de 1971, la série VH a vu Chrysler Australie développer une gamme entière locale jusqu'à la série CM de 1979, qui a marqué la fin de la production locale en 1981, après la reprise des opérations par Mitsubishi Motors Australia.

## Première génération

### RV1 (Série R)
Après que la Plymouth Valiant s'est avérée être un succès aux États-Unis (à partir de son introduction en 1959), Chrysler a sorti la première Valiant assemblée localement en Australie, la RV1 (série R). Elle a officiellement été dévoilée par le Premier ministre de l'Australie-Méridionale, Sir Thomas Playford, en janvier 1962[réf. nécessaire] et été assemblée à l'usine Mile End de Chrysler.
La Valiant RV1 (ou série R) a connu un succès instantané. Tout le monde n'a pas été instantanément séduit par le style de la voiture, mais le consensus général[évasif] était que la voiture avait une qualité moderne, presque spatiale.
Les performances de la Valiant, avec un moteur Slant-6 225 de 147 ch (108 kW), étaient également remarquables. C'était beaucoup de puissance par rapport aux Holden et Ford concurrentes, qui n'offraient respectivement que 76 ch (56 kW) et 91 ch (67 kW).
La transmission standard dans la RV1 était une boîte manuelle à trois vitesses au plancher avec une première vitesse non synchronisée. Une boîte automatique TorqueFlite à trois vitesses actionnée par bouton-poussoir était en option. Les autres options comprenaient une unité de chauffage-désembuage, ainsi qu'une radio transistor "Moparmatic" de luxe à bouton-poussoir.
La Valiant RV1 a été la première voiture australienne à venir avec un alternateur au lieu d'un générateur, et au lieu de ressorts hélicoïdaux, la Valiant est venue avec une suspension à barre de torsion. Les freins étaient des tambours hydrauliques de 229 mm à l'avant et à l'arrière. La RV1 avait un contour de roue de secours simulé sur le couvercle du coffre, mais la roue de secours était en fait sous le plancher du coffre.
Le modèle de base s'est vendu 1 299 £.

### SV1 (Série S)
En mars 1962, Chrysler a remplacé la Valiant modèle R Américaine de 1961 par la Valiant SV1 Américaine de 1962 (Série S). La SV1 utilisée la même coque que la RV1, avec des changements cosmétiques, notamment la suppression du contour de roue de secours simulée sur le couvercle du coffre et des feux arrière ronds remplaçant ceux en forme d'œil de chat du modèle R. Il y avait une grille de radiateur révisée et une nouvelle garniture extérieure.
Les changements mécaniques comprenaient le déplacement du levier de vitesses de la boîte de vitesses manuelle vers la colonne de direction, de nouvelles rotules et un nouveau démarreur à réducteur de vitesse.
10 009 Valiant SV1 ont été vendues, dont 5 496 étaient automatiques et 4 513 manuelles.

## Deuxième génération

### Série AP5
Le 30 mai 1963, Chrysler Australia a produit la première Valiant entièrement australienne, l'AP5. En février de la même année, Chrysler Australia avait commencé à travailler sur sa nouvelle installation d'un coût de 36 millions de dollars à Tonsley Park en Australie-Méridionale, où elle pourrait augmenter la production annuelle à 50 000 voitures. La nouvelle usine a produit les premières Valiant le 31 mars 1964.
L'AP5 ("AP" pour Australian Production) était une conception entièrement nouvelle avec seulement les quatre portes, le pare-brise et les protections avant partagés avec son homologue nord-américain. Les premières voitures ont conservé le modèle d'essuie-glace avec conduite à gauche, mais celui-ci a rapidement été remplacé par une disposition de conduite à droite. La transmission Slant-6 a été conservée, mais l'AP5 était beaucoup plus simple dans le style que les modèles R et S antécédents. Avec un contenu local élevé et des spécifications optimisées pour les conditions locales, cette nouvelle Valiant a renforcé la position de la marque sur le marché. Une nouvelle version haut de gamme Regal a été incluse dans la gamme. En novembre 1963, un break Safari AP5 est sorti. La production totale de la gamme AP5 s'est élevée à 49 440 véhicules.

### Série AP6
En mars 1965, l'AP5 a été supplantée par l'AP6. La coque était la même, mais il y avait une nouvelle calandre sur le thème de la Plymouth Barracuda nord-américaine de 1964, et de nouvelles garnitures à l'intérieur et à l'extérieur. La transmission automatique n'était plus commandée par des boutons-poussoirs, mais plutôt par un levier de vitesses conventionnel. L'AP6 comprenait également d'autres nouvelles fonctionnalités telles que les freins à réglage automatique et une peinture en émail acrylique, la finition automobile la plus avancée disponible à l'époque. La gamme de modèles AP6 comprenait le Valiant Wayfarer, le premier utilitaire coupé basé sur la Valiant à être construit par Chrysler Australie.
L'AP6 a été la première Valiant de construction australienne à être offerte avec un moteur V8 - le V8 LA de 4,43 L, introduit sur les Valiant Américaine en 1964 et sorti en Australie en août 1965. Le moteur développé 182 chevaux (134 kW) et poussé la Valiant à une vitesse de pointe de 175 km/h.
Le V8 n'était disponible qu'en tant que modèle à part entière, la Valiant V8, qui avait un toit recouvert de vinyle, des sièges baquets individuels, un levier de vitesse automatique monté sur la console au plancher et un volant bicolore.
L'arbre à cames du Slant-6 a également été légèrement amélioré pour améliorer le couple grâce à une durée et une portance accrues.
Chrysler Australia a eu du mal à répondre à la demande, la Valiant étant construite à Tonsley Park à un taux maximum de 200 voitures par équipe de huit heures. Les clients ont dû attendre jusqu'à quatre mois pour la livraison d'une nouvelle AP6. Les prix allaient de 2 500 à 3 650 $.

### Série VC
La Valiant VC a été introduite en mars 1966 et, bien qu'elle soit essentiellement la même voiture que la Série AP6 précédente, la carrosserie a été largement redessinée, donnant l'illusion d'être plus longue et plus basse.
Le nouveau design moderne était mis en évidence par des bords et des coins nets et carrés clairement influencés par les Chrysler des États-Unis. L'avant avait maintenant une calandre horizontale sur toute la largeur tandis que l'arrière était également beaucoup plus carré avec des feux arrière verticaux.
La gamme de modèles comprenait à nouveau la berline Valiant standard ou Regal, la familiale standard ou Safari Regal et l'utilitaire Wayfarer. Elles comportaient des niveaux d'équipement standard plus élevés ainsi que de nouvelles fonctionnalités de sécurité, telles que des freins à disque en option sur les modèles V8, qui été nommés "Valiant V8 / Safari V8" et étaient essentiellement des modèles Regal.
La série VC a été construite à la fois pour son principal marché, l'Australie, mais aussi pour l'exportation vers le Royaume-Uni, comme annoncé au Salon de l'automobile de Londres en octobre 1966, basé sur la gamme Australienne avec des noms de modèles unique (les parenthèses indiquent la plaque signalétique australienne équivalente):
- Medium Saloon (équivalent Valiant)
- Madium Safari Estate Car (équivalent break Valiant Safari)
- Regal Highline Saloon Automatic (équivalent Valiant Regal)
- Regal Highline Safari (équivalent break Valiant Regal Safari)
- Premium V8 Saloon (équivalent Valiant V8)
- Premium Safari Estate Car (équivalent break Valiant Safari V8)

Au total, Chrysler Australie a construit 65 634 modèles de la série VC.

## Troisième génération

### Série VE
Cette Valiant était une toute nouvelle conception introduite en octobre 1967, basée sur la plate-forme nord-américaine, qui avait un empattement de 2 743 mm. Le capot et les protections étaient partagés avec la toute nouvelle Dodge Dart nord-américaine de 1967, avec d'autres éléments de style autrement hérités de la Valiant nord-américaine. La voiture présente des dimensions de carrosserie légèrement plus grandes et un plus grand espace intérieur que la précédente Série VC. La ligne de toit a également été aplatie et la lunette arrière a reçu un profil concave.
Des niveaux d'équipement standard plus élevés ont été présentés et deux options de moteur sont devenues disponibles. Le Slant-6 de base a été conservé avec sa puissance de 147 ch (108 kW), mais une nouvelle version avec carburateur à 2 corps a été mis en vente avec une puissance de 162 ch (119 kW). Le V8 273 a également été amélioré et mis à disposition sur toute la gamme Valiant.
Parmi les autres améliorations, citons l'introduction d'un plus grand réservoir de carburant de 64 litres, une course de levier de vitesses plus courte sur la boîte de vitesses manuelle, le déplacement du commutateur DIP de sous la pédale frein à en haut à gauche du pare-feu, et le moteur d'essuie-glace a été déplacé du côté moteur du pare-feu, ce qui a considérablement réduit le bruit des essuie-glaces. Tous les modèles ont bénéficié de fonctionnalités de sécurité supplémentaires (certaines obligatoires en vertu des nouvelles Australian Design Rules ou ADR) telles que les freins à double circuit avec maître-cylindre tandem, les jantes de sécurité à double face, les ceintures de sécurité avant et les freins à disque à commande électrique avant sur les modèles V8.
La gamme VE comprenait des berlines Valiant et Valiant Regal, des break Valiant Safari et Valiant Regal Safari et des utilitaires Valiant, Valiant Wayfarer & Dodge, ce dernier étant une version moins chère du Valiant utilitaire. Le modèle phare fait suite au thème de la VC AP6 V8, étant également équipé de sièges baquets, d'une boîte de vitesses automatique au plancher et d'un toit en vinyle de série, mais a reçu le nouveau nom "VIP" pour la distinguer des autres modèles, puisque le moteur V8, autrefois en option, a été mis à disposition sur toute la gamme. Elle partageait également les 3 "rayures de sergent" de la VC V8 sur le panneau arrière.
La plus grande distinction pour la Valiant VE a été élue «Voiture de l'année» du magazine Wheels en 1967 - la première pour Chrysler Australie.
68 688 Valiant VE ont été construites.

### Série VF
En mars 1969, la VE a été remplacée par le modèle VF. La nouvelle voiture partageait sa section centrale avec la précédente Valiant VE, mais il y avait un nouveau style avant et arrière. La nouvelle extrémité avant comportait une calandre horizontalement convexe, remplaçant la conception concave de la VE. Les clignotants avant été placés sur le bord d'attaque supérieur des protections avant plutôt qu'à un emplacement plus conventionnel comme dans la calandre ou le pare-chocs avant. Cela a permis au pare-chocs avant de la VF d'être plus mince et moins proéminent, ce qui a rendu les phares ronds individuels plus gros, et l'avant a par conséquent été plus agressif.
Les modèles Valiant et Valiant Regal étaient à nouveau disponibles, et la gamme VF a également vu l'introduction de la Valiant Regal 770 et d'un modèle VIP amélioré. La VIP VF a été introduite deux mois après la gamme Valiant et n'était plus une Valiant V.I.P. mais était maintenant commercialisée en tant que Chrysler VIP, sous forme de berline uniquement. Elle offrait un empattement allongé (2 845 mm), avec des portes arrière plus longues que ceux de la Valiant. Concernant les changements par rapport aux modèle précédents, la VF offrait encore plus de caractéristiques de sécurité, notamment un tableau de bord rembourré et une colonne de direction absorbant l'énergie.
Une version plus grande de 5,2 L du moteur V8 LA a remplacé le 273, portant la vitesse de pointe du V8 à 175 km/h. Les options de transmission sont restées les mêmes: manuelle à trois vitesses ou automatique TorqueFlite à trois vitesses.
L'introduction la plus importante dans la gamme VF a été la toute nouvelle Valiant Hardtop deux portes - essentiellement, un coupé Dodge Dart nord-américain avec la tôle avant et la garniture intérieure de la Valiant australienne. Avec plus de 5 000 mm, c'est le plus long coupé jamais construit en Australie. Sorti en septembre 1969, six mois après les autres Valiant VF, elle était disponible en modèles Valiant, Valiant Regal et Valiant Regal 770.
Au milieu de 1969, Chrysler a sorti un modèle quatre portes rapides nommées Valiant Pacer. Version économique et puissante de la berline Valiant principal, la Pacer était dotée d'un moteur six cylindres haute performance et d'une boîte de vitesses manuelle à trois vitesses avec levier de vitesses au plancher. Malgré un manque de chrome extérieur, la Pacer VF se démarquée avec sa calandre rouge et noire, ses enjoliveurs de moyeu de roue simulée, ses bandes de carrosserie spéciales, ses décalcomanies "Pacer 225" et son choix de couleurs extérieures "Wild Blue", "Wild Red" et "Wild Yellow". L'intérieur peu garnis comportait des sièges baquets à dossier haut et des cadrans d'instruments noirs sur blanc distinctifs avec un tachymètre monté sur le tableau de bord. Bien que dépourvu de V8 face à ses rivales, la Pacer pouvait atteindre près de 180 km/h et, à 2 798 $, était 400 $ moins chère que la Monaro GTS de base. La Pacer était propulsée par une version spéciale du fidèle Slant-6 225. Avec un carburateur à deux corps, un système d'échappement à haut débit et un taux de compression de 9,3:1, elle produisait 177 ch (130 kW). Les freins standard étaient à ailettes, avec des freins à tambour servo-assistés tout autour, bien que la plupart des acheteurs aient opté pour les disques avant en option[réf. nécessaire]. En dessous se trouvait la suspension de barre de torsion de la Valiant de base, abaissée de 125 mm pour améliorer la maniabilité et équipée d'une barre antiroulis avant. Un différentiel à glissement limité «Sure-Grip» avec des rapports de 3,23:1 ou de 2,92:1 était facultatif.
Les testeurs routiers contemporains étaient pour la plupart élogieux pour la Pacer, notant qu'il y avait peu de voitures qui pouvaient faire mieux en rapports prix/performances[réf. nécessaire]. Modern Motor (mai 1969) a porté une Pacer VF berline à 97 km/h en 10,5 secondes, le 1/4 mile (400 m) en 17,5 secondes et a atteint 179 km/h.
En 1969, la part de marché de Chrysler a atteint 13,7 %. Au total, 52 944 Valiant VF ont été construites.

### Série VG
Août 1970 a vu l'introduction d'une autre version revisitée de la carrosserie VE / VF avec la Valiant VG. La différence la plus notable de la VG était l'utilisation de projecteurs rectangulaires au lieu des projecteurs ronds traditionnels (sauf sur les modèles VIP, qui utilisaient des quadruples projecteurs). L'emplacement des clignotants sur les bords d'attaque a été reporté de la VF. La calandre était un élément horizontal à un seul plan, et les feux arrière ont été révisés et s'enroulés sur le côté de la carrosserie. Les styles de carrosserie Sedan, Wagon, Ute et Hardtop ont été offerts une fois de plus ainsi que les mêmes niveaux de finitions luxe qu'auparavant.
La plus grande annonce à venir avec la Valiant VG concernait le tout nouveau moteur Hemi-6, remplaçant le Slant-6. Le nouveau moteur été présenté comme une unité de 4,0 L avec des chambres de combustion quasi hémisphériques. Le nom «Hemi» était déjà légendaire en Amérique avec l'utilisation par Chrysler du V8 Hemi, d'où l'influence marketing de Chrysler Australia pour son offre de 6 cylindres. La version simple corps du moteur 245 produisait 167 ch (123 kW) et 319 N m.
La berline sportive Pacer était à nouveau disponible, mais alors que la Pacer VF n'était offerte qu'avec une seule puissance, la nouvelle Pacer VG offrait 3 versions différentes du nouveau moteur Hemi-6 245, bien que Chrysler Australia n'ait pas publié de chiffres de puissance pour les Pacer. La Pacer standard avait un carburateur à 2 corps et produisait 188 ch (138 kW). L'option E31 produisait 198 ch (145 kW) et comprenait un carburateur à deux corps, un arbre à cames plus performant, un ventilateur plus petit et un plateau de fardage. L'option E34 produisait 238 ch (175 kW) et comprenait un carburateur à 4 corps, un arbre à cames haute performance, un embrayage à double plateau, un starter manuel, un groupe d'instrumentations modifié, une jambe de suspension de moteur à limitation de couple, un radiateur plus grand, un ventilateur plus petit, un plateau de fardage, roulements de moteur haut de gamme, vilebrequin et bielles grenaillés et pompe à huile à haute capacité. L'option E35 comprenait un carburateur à 4 corps, un arbre à cames haute performance, des roulements de moteur robustes, un embrayage à double plateau, une jambe de suspension de moteur à limitation de couple et une transmission ordinaire de type Pacer.
Les Pacer de la série VG ont également été les premières et les dernières à être proposées dans le style de carrosserie Hardtop, dont trois en option avec la finition E31 et trois en option avec la finition E35. Aucune Pacer VG Hardtop n'était disponible avec l'option E34. En raison de la politique de Chrysler Australia (loi sur le contenu local / loi gouvernementale) d'utiliser uniquement des composants produits localement et de l'indisponibilité d'une boîte de vitesses à quatre vitesses locale, la Pacer était proposée avec seulement une boîte manuelle à trois vitesses avec changement de rapport au sol.
Au total, 46 374 Valiant VG ont été construites.

## Quatrième génération

### Série VH
Article principal: Chrysler Valiant (VH)
Chrysler a lancé la gamme Valiant VH en juin 1971. La VH était la première Valiant entièrement conçue en Australie et constituait un changement majeur par rapport à la gamme VG précédente - il s'agissait de voitures plus grandes, conçues pour paraître encore plus grandes qu'elles ne l'étaient. Le traitement de la calandre de la nouvelle gamme VH était un descendant direct des conceptions Mopar américaines, avec la zone centrale en retrait pour la calandre et les phares, entourée d'une garniture ininterrompue sur le bord d'attaque extérieur de l'ensemble. Les phares rectangulaires ont été repris du modèle VG.
La gamme de modèles de la Valiant VH était assez étendue, à commencer par la nouvelle Valiant Ranger d'entrée de gamme, et progressant vers Valiant Ranger XL, Valiant Pacer, Valiant Regal et Valiant Regal 770.
Repris de la gamme VG, le moteur Hemi-6 245 de base était un équipement standard pour les Ranger XL et Regal, mais une nouvelle version de 4,3 L offrait 206 ch (151 kW) et était un équipement standard pour la Regal 770. Le moteur V8 Fireball 318 était toujours une option, mais uniquement disponible sur la berline Regal 770. La berline Ranger de base comportait un nouveau moteur Hemi-6 215 à faible compression fonctionnant à l'essence de qualité standard. Ce moteur n'était pas disponible sur les autres berlines de la gamme VH.
Contrairement à la gamme VG, la Valiant Pacer n'était désormais disponible qu'en version berline 4 portes. Mis à part les peintures de couleurs vives, les occultations et les rayures de capot en option, la nouvelle Pacer comportait une version plus performante du moteur 265, avec 221 ch (163 kW) à 4 800 tr/min et 370 N m à 3 000 tr/min. La Pacer pouvait parcourir le quart de mile en 15,9 secondes, atteindre 100 km/h en 7,6 secondes et atteindre une vitesse de pointe de 185 km/h.
En fait, à sa sortie, la Valiant Pacer VH a établi le record de la berline quatre portes la plus rapide produite en série avec un moteur six cylindres fabriqué en Australie, un record qui a duré 17 ans[réf. nécessaire].
Les jours de la Pacer en tant que modèle performance de la gamme VH étaient comptés, car cette même année a vu l'annonce et l'introduction de ce qui allait devenir la nouvelle voiture la plus reconnue de Chrysler Australie - la Valiant Charger. Au total, seulement 1 647 berlines Valiant Pacer VH ont été produites.
La nouvelle Valiant Charger ne ressemblait à rien de ce qui avait précédée et la presse automobile australienne l'appelait: "... la plus belle voiture que Chrysler ait jamais produite, et probablement la plus belle voiture jamais produite par un constructeur australien"[réf. nécessaire]. Un coupé à empattement court de style fastback avec une position agressive en forme de coin, le design de la Charger donnait un effet de vitesse, même lorsqu'elle était immobile.
La campagne télévisée de Chrysler pour la Charger mettait en vedette des jeunes adultes, auxquels elle était destinée, l'un saluant un autre alors qu'il passait devant en criant "Hey, Charger!". L'une des publicités télévisées les plus mémorables de l'époque, elle a créé un cliché qui hante les propriétaires d'aujourd'hui. La Charger a remporté le prix de la voiture de l'année du magazine Wheels pour 1971 et a été largement acclamé par d'autres dans la presse automobile, ainsi que par le public.
La Valiant Charger est disponible en quatre modèles, reflétant étroitement la gamme berlines existante - Charger, Charger XL, Charger 770 et Charger R / T. La première des Charger R / T "finition track" avait l'option E38. Bien qu'elle soit gênée par une boîte de vitesses à trois vitesses, elle a quand même attirée des commentaires favorables de Wheels: "Nous avons atteint un temps de 14,8 secondes pour le quart de mile - sur des surfaces plus lisses, la Charger galopée si facilement qu'un maximum de 14,5 secondes est à portée de main"[réf. nécessaire]. Étant une boîte de vitesses à trois vitesses, ces courses d'un quart de mile ne prenaient qu'un seul changement de vitesse.
Les Charger de performance les plus reconnues étaient les voitures Six Pack. Le terme six pack désignait les carburateurs Weber 2 corps à triple tirage latéral avec lesquels le moteur Hemi-6 265 - option E37, option E38 et plus tard option E49 - produisait des niveaux de puissance sans précédent pour un six cylindres à aspiration naturelle de l'époque. Les triples carburateurs créé également une note rauque distinctive en cas d'accélération.
Les versions E38 de la Charger R / T comportaient un moteur Hemi-6 265 qui produisait 284 ch (209 kW) tandis que l'E37 était l'option de réglage pour la rue disponible sur la Charger 770 et la Charger R / T. L'E38 était une Charger R / T prête pour la course avec l'option A84 Track Pack supplémentaire, qui comprenait un réservoir de carburant de 160 l. Il y avait aussi une option A87 Track Pack qui comprenait tous les biens pour la piste de course, mais pour le plus grand réservoir de carburant.
Au milieu de 1972, l'option E38 a été remplacée par la transmission à quatre vitesses plus puissante et très raffinée de l'option E49. Cela a attiré des commentaires de Wheels tels que: "La puissance frémissante et brute est instantanément à portée de main et avec un rapport pour chaque situation imaginable que la Charger vient de traverser. Il faudrait une Ferrari Daytona avec le pilote de course Jackie Ickx au volant pour rester avec une"[réf. nécessaire]. Toutes les E49 étaient livrées avec un Track Pack, dont 21 avec l'immense réservoir de carburant à double remplissage. Le moteur six pack E49 était livré avec un puisard dérouté, des bases de longueur ajustées, un vilebrequin, des bielles, des pistons, des bagues, une came, des ressorts de soupape, un embrayage à double plaque grenaillé et bien sûr les triple carburateurs Weber à double gorge de 45 mm. Chrysler a indiqué que ce moteur produisait 306 ch (225 kW), ce qui, dans une voiture de 1 372 kg, permettait une accélération rapide.
La R / T E49 était la Valiant Charger ultime, et avec seulement 149 construites, les E49 sont encore aujourd'hui largement considérées comme l'une des plus grandes "muscle car" australiennes jamais produites[réf. nécessaire]. Les essais routiers de l'époque ont enregistré des temps de quart de mile compris entre 14,1 et 14,5 secondes. Le 0 à 161 km/h en 14,1 secondes était la norme. Cela se compare aux temps de 14,6 secondes de la prochaine muscle car australienne à accélération la plus rapide, la Ford Falcon GT-HO XY (Phase III).
Bien que les Charger Six Pack étaient les principaux acteurs de performance dans la gamme VH, il y avait une autre Charger, l'E55 propulsée par un V8 de 279 ch (205 kW) et 5,6 L, qui s'en approchée. L'option E55 été appliquée à la nouvelle Charger 770 SE en août 1972, et cette voiture pouvait atteindre 97 km/h en 7,2 secondes et terminer le quart de mile en 15,5 secondes - le tout complété par une vitesse de pointe de 196 km/h.
Un lot de plusieurs centaines de Charger 770 VH avec moteur V8 318 a été exporté au Japon avec des berlines CH. Les Charger avaient un nez de type CH avec une tôle de type VH entourant les quatre phares et la calandre de type CH, une combinaison que l'assembleur NZ Todd Motors utiliserait plus tard pour créer sa berline Valiant Regal 770 VJ unique. Les voitures japonaises avaient également la climatisation, des feux de position latéraux et des feux de recul blancs séparés ainsi que des rétroviseurs conformes aux réglementations du marché japonais.
Dans l'ensemble, Chrysler Australia a fabriqué 67 800 Valiant VH.
Le distributeur néo-zélandais Todd Motors assemblé la berline Valiant à partir de kits CKD depuis l'apparition du modèle AP5, suivant principalement la gamme australienne, mais avec moins de variantes et de choix de moteurs, ainsi que des garnitures locales. Pour la VH, c'était un peu plus aventureux, en lançant une berline Ranger XL unique en son genre comme modèle de base avec une version carburateur à deux corps du moteur Hemi-6 245, pas de garniture de feu arrière ni de garniture brillante autour des fenêtres de porte, sièges avec garnitures uniques et transmission manuelle ou automatique avec changement de vitesses sur colonne. La Regal 770 avait le moteur Hemi-6 265, transmission automatique avec levier de vitesses sur console au plancher, cadrans ronds avec garniture en bois et ses propres sièges avant baquets avec garnitures uniques. Le V8 318 était optionnel et un toit en vinyle était standard mais pouvait être supprimé sur commande. Le seul modèle de Charger construit localement par Todd était également une "770" avec moteur Hemi-6 265 avec transmission automatique à six et trois vitesses avec levier de vitesses au plancher et n'avait pas les pare-chocs standard des modèles de l'Australie. Les premiers modèles avaient une vitre de porte avant monobloc et des fenêtres latérales arrière s'ouvrants avec des charnières mais, en raison de problèmes de fuites d'eau et de bruits de vent excessifs, cela a rapidement été remplacé par des fenêtres avant divisées et des vitres latérales arrière fixes. Les breaks ont été importés d'Australie, avec les spécifications australiennes.

### Série CH
Article principal: Chrysler by Chrysler
La gamme de modèles VH a également vu l'introduction des nouveaux véhicules de luxe, la gamme CH. La CH avait un empattement encore plus long de 102 mm que la Valiant VH – 2 921 mm - avec une longueur totale de 5 004 mm. Elle comportait des quadruples phares ronds et un traitement arrière différent, et avait une suspension plus silencieuse et des niveaux d'équipement plus élevés.
La CH (ou "Chrysler by Chrysler", comme on l'appelle communément) était un modèle de luxe quatre portes destiné à concurrencer les modèles Ford Fairlane et Holden Statesman sur le marché des voitures de luxe en Australie.
Également lancée en octobre 1971, une version à deux portes de la CH, appelée Chrysler Hardtop, partageait le même empattement que la Chrysler à quatre portes, ainsi que le même traitement avant et arrière.

### Série VJ
Article principal: Chrysler Valiant (VJ)
Mai 1973 a vu l'introduction du prochain modèle des nouvelles Valiant entièrement conçues en Australie - la VJ. Bien qu'essentiellement une version revisitée de la Valiant VH précédente, les changements subtils de la VJ ont eu suffisamment d'impact sur le public acheteur pour en faire le modèle de Chrysler Valiant le plus vendu de tous, avec 90 865 unités vendues.
Extérieurement, la Valiant VJ a continuée avec les styles de carrosserie de la série VH, bien que la VJ soit revenue à des phares ronds individuels de 180 mm et à une nouvelle calandre à 8 segments. Les berlines VJ ont également reçu de nouveaux feux arrière horizontaux. Bien que les changements physiques étaient peu nombreux, de nombreuses autres nouvelles fonctionnalités ont été introduites dans la gamme Valiant VJ, telles que l'allumage électronique, un traitement antirouille et levier de vitesses au sol en standard. Chrysler a amélioré les niveaux d'équipement en juillet 1974 avec des freins à disque avant, des réflecteurs de porte, une boîte à gants verrouillable et des ceintures de sécurité rétractables, le tout de série.
Alors que la gamme VJ proposait toujours des versions berline, familiale, utilitaire, à toit rigide et coupé, les berlines Pacer axées sur la performance et les coupés Charger R / T ont été supprimés de la nouvelle gamme. Cependant, une variante du moteur Six Pack E37 (maintenant avec une transmission manuelle à quatre vitesses) a été mise à disposition, sous la forme de l'option E48, la plupart des voitures portant cette option finissant par être des coupés Charger VJ de base. Quatre coupés Charger VJ ont été construites sur commande spéciale avec l'option de moteur E49 de la série VH. L'autre variante de performance reportée était l'option E55, avec l'option de moteur V8 340 restant officiellement limitée à l'application du coupé Charger 770 uniquement.
En août 1974, une série spéciale de 500 coupés Sportsman a été lancée, basée sur le modèle Charger XL. Elles n'étaient disponibles qu'en Vintage Red avec des accents de carrosserie blancs. Ces voitures avaient également un intérieur blanc unique avec des sièges en tissu écossais et un moteur 265 standard avec un choix de transmissions manuelles ou automatiques.
En Nouvelle-Zélande, Todd Motors était encore plus aventureux avec la VJ. La Ranger XL de base et la Charger ont été mis à jour, comme en Australie, avec des variations similaires à la VH Néo-Zélandaise unique, mais la Regal 770 VJ était en quelque sorte un "bac à pièces spécial" et essentiellement une fusion d'une Regal VJ avec une Chrysler CH. Le nez - également utilisé pour plusieurs centaines de Charger VH construites pour le marché japonais - combinait les quatre phares et la calandre de la CH avec la tôle de la Valiant VH (conservant les feux de position / indicateurs clairs plus anciens et plus grands) tandis que le reste de la carrosserie était conforme à la VJ Australienne. À l'intérieur, les nouveaux sièges avant étaient de style CH, avec des chaises individuelles formant une forme de banc, et une transmission automatique avec levier de vitesses sur colonne qui était maintenant utilisé. Les voitures antérieures avaient un revêtement entièrement en vinyle, mais le tissu a été installé en standard plus tard. Les Regal VJ de Nouvelle-Zélande avait également un toit en vinyle noir ou beige et le panneau entre les feux arrière était également garni de vinyle correspondant - la garniture en vinyle pouvait être supprimée sur commande.

### Série CJ
Article principal: Chrysler by Chrysler
La Chrysler a fait peau neuve en mai 1973 pour devenir la série CJ. Le toit rigide à deux portes a été abandonné, ne laissant que la berline quatre portes pour poursuivre la lutte contre ses concurrents de luxe Ford et Statesman. La production de la Valiant à toit rigide connexe s'est poursuivie.

### Série VK
En octobre 1975, la Valiant VK est sortie avec quelques modifications externes par rapport au modèle VJ précédent. La Ranger avait maintenant la calandre version argent de la Charger VJ, la Charger XL avait une version blanche et la Charger 770 avait également la calandre en argent. La Valiant Regal VK comportait une "calandre dans la calandre". La berline Ranger, la berline Regal et la Charger partagent désormais le même traitement de feu arrière, utilisant une disposition horizontale avec quatre contours chromés pour garder le flux d'air à l'écart et garder les verres propres. Les Charger n'étaient plus appelés Chrysler Valiant Charger; car le nom «Valiant» a été abandonné.
La VK Regal avait également des répéteurs de clignotants logés dans de petites boîtes chromées qui se trouvaient au-dessus des deux protections avant. Une autre option inhabituelle était l'option Fuel Pacer provenant du bac à pièces des Chrysler Américaine qui détecté une faible aspiration du moteur - sous une forte accélération - et illuminé le répétiteur de clignotant du garde-boue côté conducteur pour indiquer une conduite consommatrice. Des ceintures de sécurité à enrouleur et des commandes de chauffage légèrement différentes ont été introduites sur la VK, ainsi qu'une tige combinant les commandes pour les feux et les essuie-glaces de la Mitsubishi Galant. La Ranger a également obtenue des garnitures de porte sur toute la longueur, et le tapis était désormais de série.
Les moteurs six cylindres de la série VK étaient les mêmes que ceux des VJ, et le moteur Hemi-6 245 comportait désormais un carburateur à deux corps comme la variante 265. Les V8 étaient principalement de 5,2 L, bien que les 5,9 L soient restés une option sur toute la gamme. Ce n'était pas très populaire car le milieu des années 1970 a vu une tendance vers des voitures plus petites avec des moteurs plus petits. Alors que la boîte de vitesses manuelle à levier de vitesses sur colonne "three on a tree" était toujours disponible, elle était rarement spécifiée (bien qu'elle soit toujours populaire sur les Ute) et le levier de vitesses au plancher à trois vitesses avait maintenant disparu. Les acheteurs à la recherche d'une transmission manuelle pouvaient choisir la quatre vitesses, qui était disponible sur tous les modèles mais ne pouvait être utilisé qu'avec un moteur Hemi-6, pas avec un V8[réf. nécessaire].
À la fin du modèle VK, une Charger en édition limitée, appelée White Knight Special (option A50) était proposée avec un barrage d'air avant monté d'usine. Les changements été principalement cosmétiques, les trains roulants étant en grande partie d'origine. 200 White Knight Special ont été créées - 100 Arctic White et 100 Amarante Red. 120 étaient automatiques et 80 étaient en transmission manuelle à quatre vitesses.
20 555 Valiant VK ont été produites et la production a cessé en juin 1976. En effet, l'ADR 27A pour le contrôle des émissions d'échappement est entré en vigueur le 1er juillet 1976 et tous les constructeurs automobiles ont utilisé cette date comme introduction d'un nouveau modèle conforme à la nouvelle norme.
L'assemblage de la VK n'a commencé en Nouvelle-Zélande que près d'un an après son lancement en Australie, car une taxe de vente de 60 % prélevée sur les grosses voitures à moteur, introduite pendant la crise pétrolière de 1973-4, a considérablement ralenti les ventes de la VJ. La gamme de modèles en Nouvelle-Zélande a été réduite aux éditions Regal et Regal 770.

### Série CK
Article principal: Chrysler by Chrysler
La Chrysler a subi un léger restylage en octobre 1975 pour devenir la série CK. La production a cessé un an plus tard, en octobre 1976, lorsque la Chrysler a été remplacée par la Chrysler Regal SE, une version de prestige de la Valiant Série CL.

### Série CL
La Valiant Série CL a été lancée en novembre 1976. Bien qu'elle utilise la même carrosserie que la gamme VK précédente, les extrémités avant et arrière ont été redessinées. L'extrémité avant utilisait des quadruples phares ronds disposés horizontalement flanqués sur le centre de la calandre. Le capot a également été retravaillé en conséquence. Le bord d'attaque incurvé du nouveau couvercle de coffre descendait vers de nouveaux feux arrière qui prenaient en sandwich un simple panneau de garniture central. Les pare-chocs, cependant, étaient les mêmes unités que celles utilisées sur les Valiant de la Série VF de 1969[réf. nécessaire].
Le nom Ranger a été abandonné: le modèle de base de la gamme CL s'appelait simplement Valiant, et la "Chrysler by Chrysler" à empattement long a été remplacée par la Regal SE. La Regal Série CL été commercialisée sous le nom de Chrysler Regal, contrairement au nom Valiant Regal utilisé depuis la série AP5 jusqu'à la Série VK récemment remplacée. La Série CL a été la dernière à inclure un modèle Charger, qui - comme le modèle VK précédent - été badgée et vendue en tant que Chrysler, pas en tant que finition de la Valiant. La Charger CL était généralement disponible dans un seul niveau de finition, la Charger 770, bien qu'une Charger XL ait été mis à la disposition des services de police. La Série CL a également vu l'arrivée de la variante fourgon à panneaux pour concurrencer les offres similaires des fabricants rivaux.
Les intérieurs sont restés pratiquement inchangés par rapport à la gamme VK, bien que la Regal SE ait offert des sièges luxueux en cuir boutonné, en option. Les Valiant de base ont continuées avec le compteur de vitesse style à bande de la Ranger précédente, tandis que le tableau de bord de la Regal comportait des jauges circulaires encastrées et une horloge avec une finition en grain de bois. Le tableau de bord de la Charger 770 était similaire à celui de la Regal, sauf qu'il était fini en noir et avait un tachymètre au lieu d'une horloge.
Le V8 de 3,5 L et le V8 de 5,9 L ont été abandonnés, et les seules options de moteur étaient des versions à faible et à haute compression du Hemi-6 de 4,0 L et du V8 de 5,2 L. L'introduction de la CL a étroitement coïncidé avec celle de la stricte réglementation sur les émissions d'échappement contenue dans l'ADR 27A. Avec le moteur 318, un nouveau système de contrôle des émissions a été introduit: l'Electronic Lean Burn.
Les options de transmission étaient une manuelle à 3 vitesses avec levier de vitesses au plancher ou sur colonne, une manuelle à quatre vitesses avec levier de vitesses au plancher et une automatique Torqueflite à trois vitesses avec levier de vitesses au plancher ou sur colonne. La transmission automatique était de série avec le V8 318 et en option avec le 6 cylindres. La transmission à 4 vitesses était facultative pour les modèles à six et huit cylindres. L'option levier de vitesses automatique été installée sur la plupart des Regal et toutes les Regal SE[réf. nécessaire].
En 1978, Chrysler a lancé une édition limitée à 400 modèles spéciaux, la Regal Le Baron (option A17). La Le Baron n'était disponible qu'en Silver, avec des intérieurs rouges ou bleus. Le Hemi-6 265 était standard, et le V8 318 était facultatif.
Les berlines Valiant et Regal ont également profité de l'introduction en 1978 de la suspension à réglage radial (RTS) en réponse au fait qu'Holden avait commercialisé leur suspension comme étant particulièrement adaptée aux pneus radiaux. La RTS a considérablement amélioré la manipulation et la tenue de route de la voiture, et le magazine "Modern Motor" a proclamé que la Valiant offrait une meilleure conduite que l'Holden[réf. nécessaire].
La dernière option spéciale de la gamme CL était la finition Drifter à 816 $, disponible sur la Charger. La finition Drifter inclut les peintures de carrosseries Impact Orange, Sundance Yellow, Spinnaker White ou Harvest Gold et de larges rayures latérales et arrière. Les Drifter blanc avait des "rayures stroboscopiques" supplémentaires sur le couvercle du coffre. Les options de moteur étaient à nouveau les six cylindres 265 ou V8 318, mais la boîte manuelle à 4 vitesses était la seule option de transmission. Une finition Drifter a également été proposée sur le Valiant Panel Van et sur l'Utility,.
36 672 Valiant CL - y compris les toutes dernières Charger - ont été construites.
La CL était la dernière série de Valiant assemblée en Nouvelle-Zélande - maintenant les Charger et Ranger étaient partis et les Regal et Regal SE, remplaçant la 770, étaient les seuls modèles. La Regal SE a été la première voiture à être assemblée dans le pays avec la climatisation de série.

### Série CM
La CM a été mis en vente en novembre 1978 et a été peu modifiée par rapport au modèle CL. Seuls les modèles berline et familiale ont été produits.
Une berline sport appelée GLX (option A16) a été lancée en remplacement de la Charger abandonnée et plus tôt la Pacer. Ses caractéristiques comprenaient une calandre et un tableau de bord de la Charger, une garniture en tissu spécial, des roues Cheviot Hotwire et des cadres de porte noirs. Elle a été annoncée comme la voiture "pour les personnes qui aiment leurs voitures rares", car c'était le dernier des modèles sportifs et le joyau de la série CM[réf. nécessaire]. La GLX pouvait être proposée en option avec un Hemi-6 de 4,3 L ou un V8 de 5,2 L[réf. nécessaire].
Le système électronique Lean Burn, contrôlé par ordinateur, continué de donner une économie de carburant favorable; lorsque Wheels a effectué un test d'économie en 1979, ils ont découvert que la Valiant de 4,0 L équipé d'ELB utilisait moins de carburant qu'une Ford Cortina de 2,0 L. Une Valiant a atteint mieux que 9,4 litres aux 100 km dans le Total Oil Economy Run[réf. nécessaire].
La production de cette voiture s'est poursuivie après le rachat par Mitsubishi des activités australiennes de Chrysler. Mitsubishi pouvait construire la voiture de manière rentable même en petit nombre en raison de son niveau élevé à 97 % de contenu australien local et de l'outillage amorti. Cependant, la voiture était encore badgée en tant que Chrysler Valiant, pas en tant que Mitsubishi. Le bénéfice de vente d'une Valiant était égal au bénéfice de 3 Mitsubishi Sigma - à l'époque, c'était le modèle le plus vendu de l'entreprise[réf. nécessaire].
La production de la Valiant a pris fin en août 1981, la production de la CM atteignant 16 005 unités sur les 565 338 unités de tous les modèles. Les Chrysler full-size n'ont pas à nouveau été commercialisées en Australie avant la sortie en 2005 de la Chrysler 300C[réf. nécessaire].

## Sport automobile
Bien que la Charger soit sans doute la Valiant la plus connue du sport automobile australien, les modèles antérieurs ont remporté des victoires lors de la course annuelle "Bathurst 500" dans la catégorie voitures de série, ce que la Charger n'a jamais fait. Une Valiant AP5 a remporté la catégorie D au 1963 Armstrong 500, une Valiant VC V8 a remporté la catégorie D au 1966 Gallaher 500 et une Valiant Pacer VG a remporté la catégorie D au 1970 Hardie-Ferodo 500. Les Charger ont couru dans le Hardie-Ferodo 500 à Bathurst en 1971 et 1972 avec le soutien de l'usine. Elles ont obtenu le meilleur classement en troisième place et deuxième en classe en 1972. La politique de Chrysler était de faire rouler des produits «fabriqués en Australie», ce qui signifie que les voitures de course utilisaient des moteurs six cylindres de 4,3 L équipés de triples carburateurs Weber et de boîtes de vitesses à 3 vitesses. Même une conduite habile et une bonne ingénierie ne pouvaient pas vaincre la légendaire Falcon GTHO Phase III de Ford avec son V8 de 5,75 L. En Nouvelle-Zélande, cependant, les Chrysler se sont révélées pratiquement imbattables de 1971 à 1979 sur la célèbre série B&H de 500 miles (plus tard 1 000 km) au Pukekohe Park Raceway. Les pilotes les plus titrés ont été Leo Leonard et Jim Little, qui font toujours la course avec ces Valiant (principalement les modèles d'avant 65)[réf. nécessaire].